# جامع الحسينية (زاخو)
جامع الحسينية (فتابه درخان) من مساجد العراق الأثرية القديمة، ويقع في مدينة زاخو التابعة لمحافظة دهوك شمال العراق، حيث بني في عام 20 هـ/641م، في أول دخول الإسلام إلى العراق، وفي نفس سنة إنشاء الجامع الكبير في زاخو، وتبلغ مساحة الجامع حوالي 1500م2، ويحتوي الحرم على مصلى واسع يتسع لأكثر من 1000 مصل.
وكان سبب تسميته بجامع الحسينية نسبة إلى قرية الحسينية التي أشتهرت بسبب صدها لهجمات العصابات من القرى اليزيدية، حيث خاضت القرية حروبا عديدة معهم، ولقد جرى تجديد بنيانه وتعميرهُ عام 1399 هـ/1979م، وتقام في الجامع صلاة الجمعة وصلاة العيدين والصلوات الخمس.
ومن أهم الأئمة والخطباء الذين شغلوا منصب الإمامة فيه هو الملا يونس في عام 1950م.